# (523731) 2014 OK394
1995 SN55
(523731) 2014 OK394, aussi connu sous la désignation 1995 SN5, est un objet transneptunien.

## Découverte, perte et identification
Initialement découvert en 1995, une estimation de son orbite laissa alors penser qu'il s'agissait d'un centaure de magnitude absolue 6. Son diamètre est alors estimé à 290 kilomètres, en aurait fait le centaure le plus gros jamais observé. Il n'avait alors été observé que pendant une période de 36 jours avant d'être perdu
Le 30 novembre 2020, S. Deen et K. Ly deux astronomes amateurs ont réalisé que (523731) 2014 OK394, en résonance 3:5 avec Neptune et découvert par Pan-STARRS 1 en 2010, était le même objet que 1995 SN55. Ceci a été publié  par le Minor Planet Center le 27 janvier 2021. À noter que le JPL n'utilise pas les observations de 1995 SN55 pour ses calculs.